# Lagocephalus inermis
Lagocephalus inermis es una especie de peces de la familia Tetraodontidae en el orden de los Tetraodontiformes.

## Morfología
- Los machos pueden llegar alcanzar los 90 cm de longitud total.[1][2]

## Hábitat
Es un pez de mar de clima tropical y demersal.

## Distribución geográfica
Se encuentra desde Sudáfrica hasta el sur del Japón.

## Observaciones
No se puede comer ya que es venenoso para los humanos.